# Swan (rivière)
Pour les articles homonymes, voir Swan.
La rivière Swan (anglais : Swan River) est un cours d'eau des États-Unis coulant en totalité dans l'état du Minnesota. C'est un affluent rive droite du Mississippi. 

## Géographie

### Cours
La rivière Swan prend sa source au Lac Big Swan, dans l'état du Minnesota et coule vers l'est sur 60 km.
Elle rejoint le Mississippi à 6 km au sud et en aval de la ville de Little Falls .

### Régions traversées
Elle arrose les comtés de Todd et de Morrison.

### Villes traversées
Elle traverse les villes de Swanville et de Sobieski.

## Étymologie
Swan est la traduction anglaise du nom donné à la rivière par les locaux en langue Ojibwé.

## Source
- (en) Cet article est partiellement ou en totalité issu de l’article de Wikipédia en anglais intitulé « Swan River (central Minnesota) » (voir la liste des auteurs).